# Bennett-kúszókenguru
A Bennett-kúszókenguru (Dendrolagus bennettianus) a kúszóerszényes-alakúak (Diprotodontia) rendjéhez, ezen belül a valódi kenguruk (Macropodidae) családjához és a fakúszó kenguruk (Dendrolagus) nemhez  tartozó faj.

## Elterjedése, előfordulása
Az ausztrál kontinensen él, Queensland állam dzsungelében.

## Megjelenése
Hosszú farka van. Barnás szőre. Hátsólábfejei és mellső lábai feketék. A hím testtömege 11,5–14 kg, a nőstény testtömege 8-10,5 kg.

## Életmódja
Leveleket fogyaszt. Természetes ellenségei a dingó és a szőnyegmintás piton.

## Természetvédelmi állapota
A Bennett-kúszókengurut mérsékelten veszélyeztetett fajok közé sorolja az IUCN a vörös listában. Csak ritkán vadásznak rá az ausztráliai őslakosok.